# ديرج أوف سيربيروس: فاينل فانتسي 7
ديرج أوف سيربيروس: فاينال فانتازي 7 (بالإنجليزية: Dirge of Cerberus: Final Fantasy VII)‏ و (باليابانية: ダージュ オブ ケルベロス -ファイナルファンタジーVII) هي لعبة فيديو أكشن تقمص الأدوار ومن تصويب منظور الشخص الثالث تم تطويرها ونشرها من قبل شركة سكوير إنكس في سنة 2006 لأجهزة بلاي ستيشن 2.